# KZ Groß-Rosen

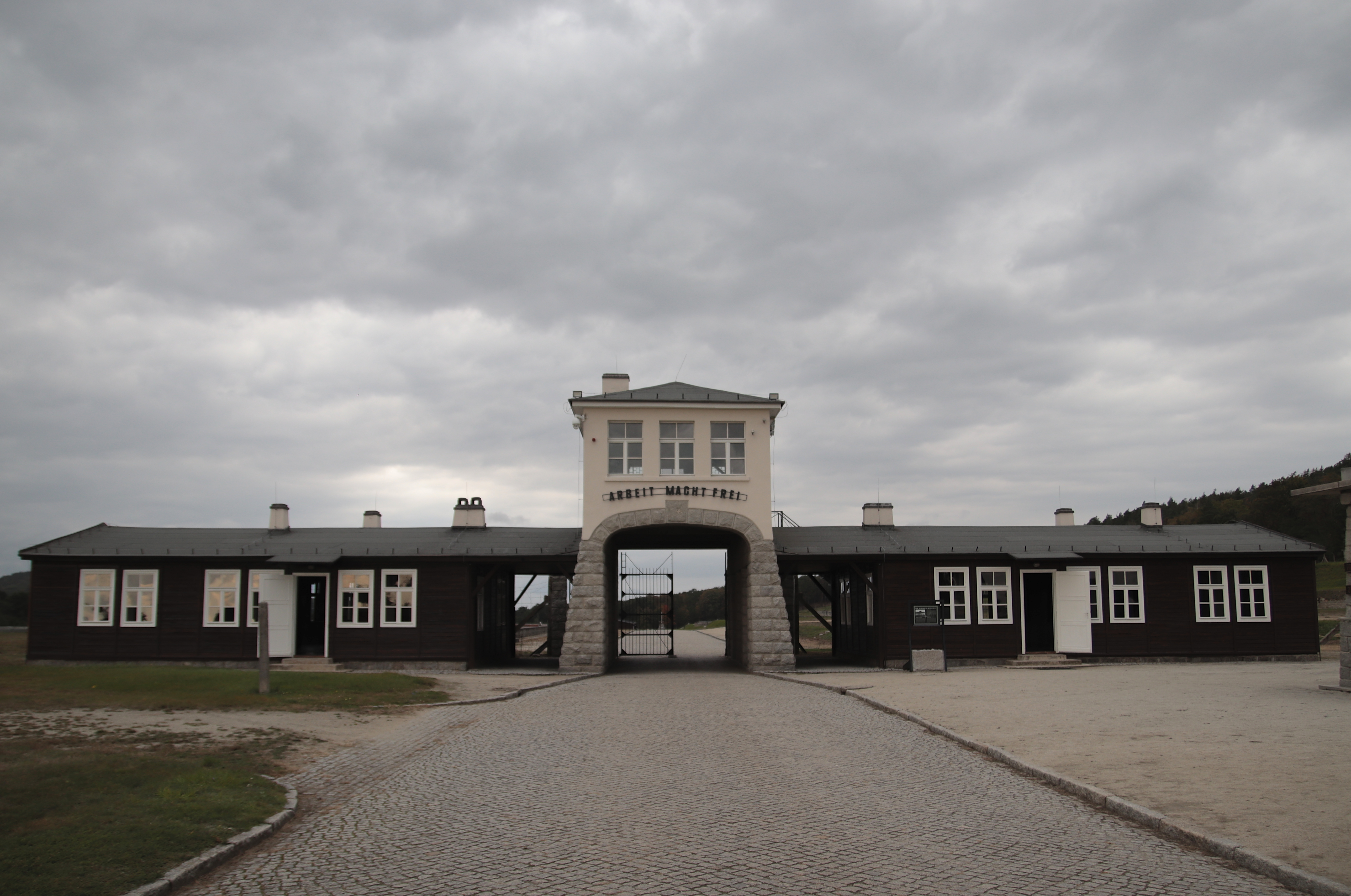
KZ Groß-Rosen Haupteingangstor

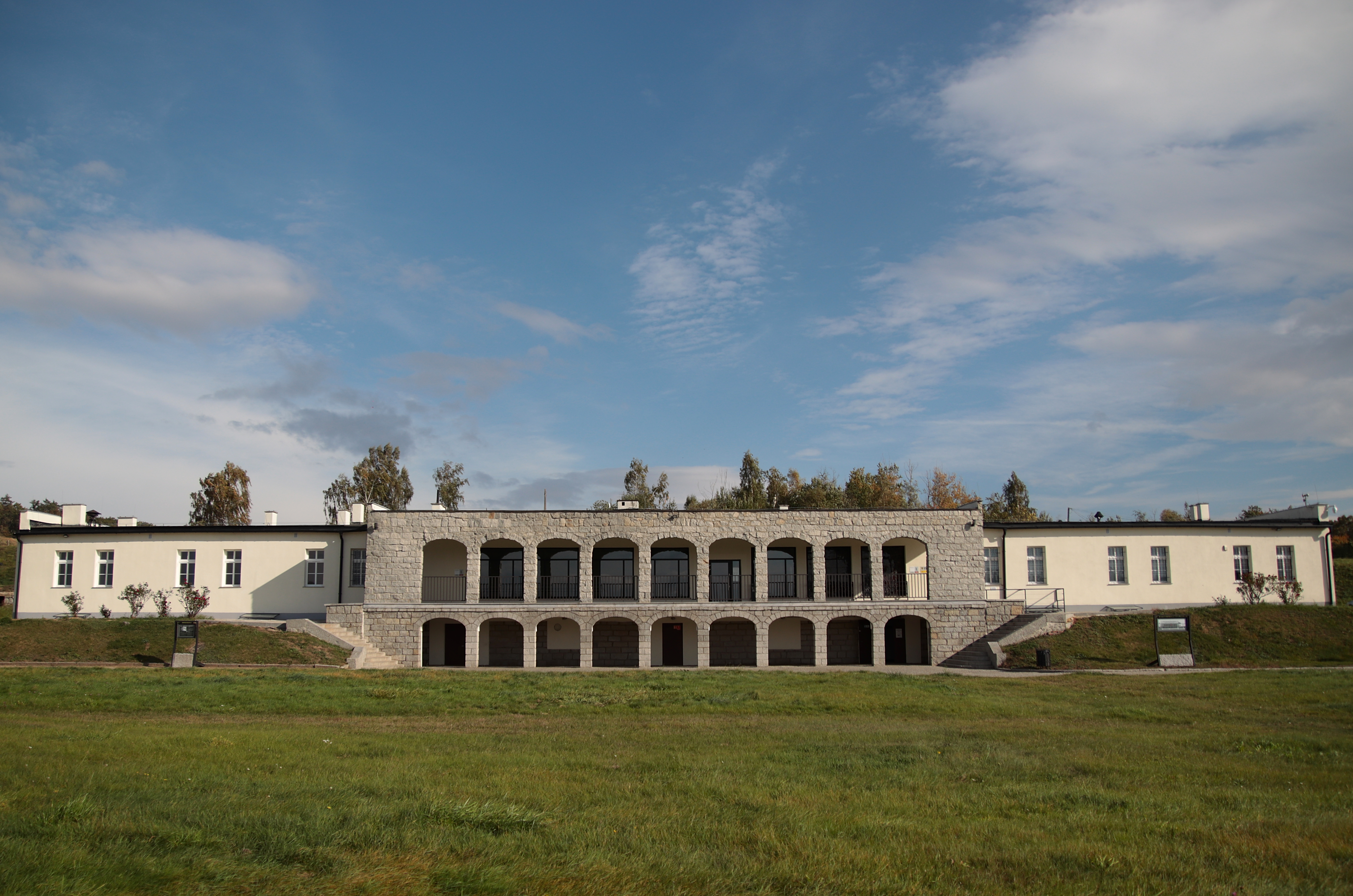
KZ Groß-Rosen Ausstellungsgebäude ehem. SS-Casino

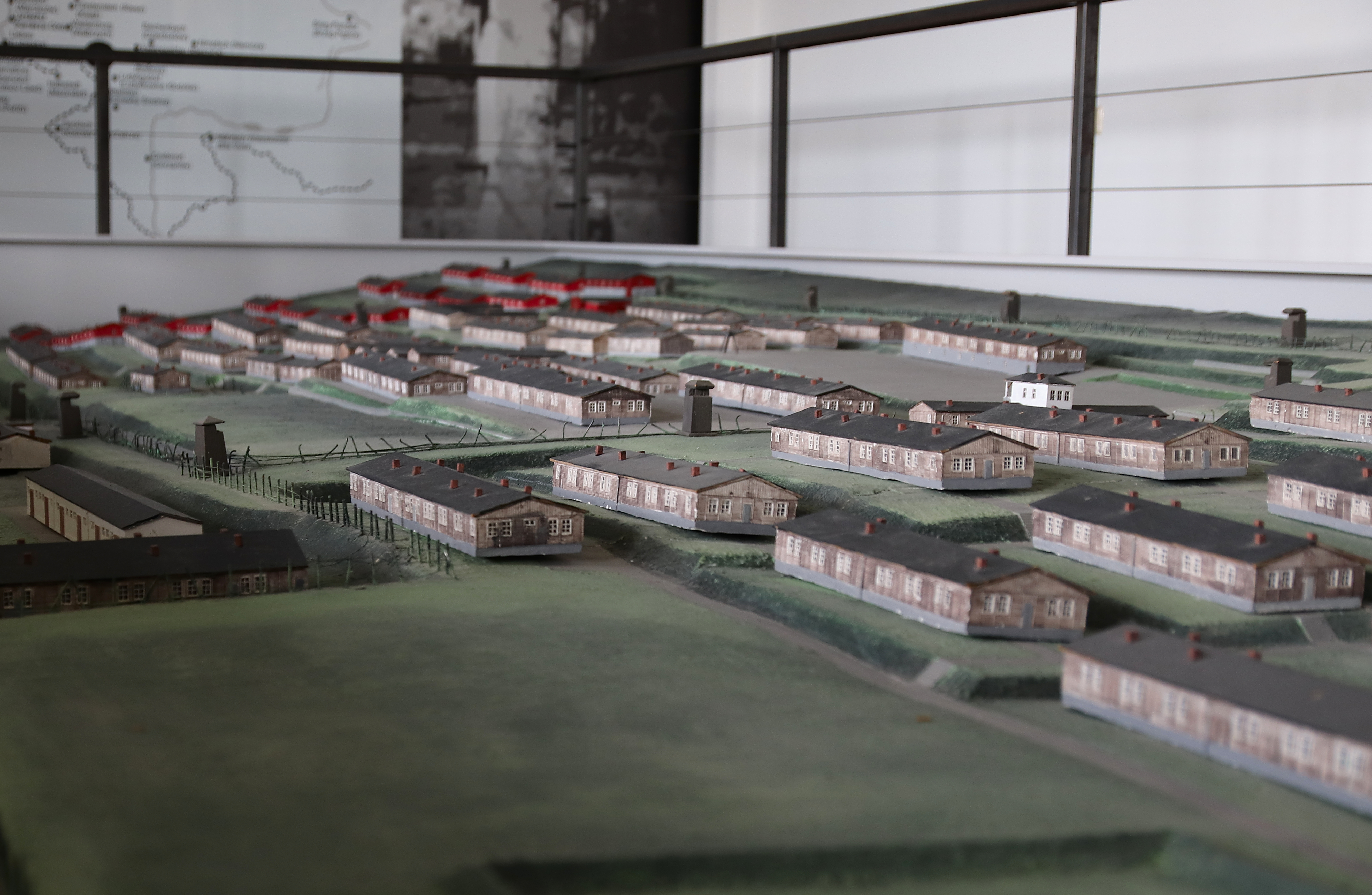
KZ Groß-Rosen im Modell

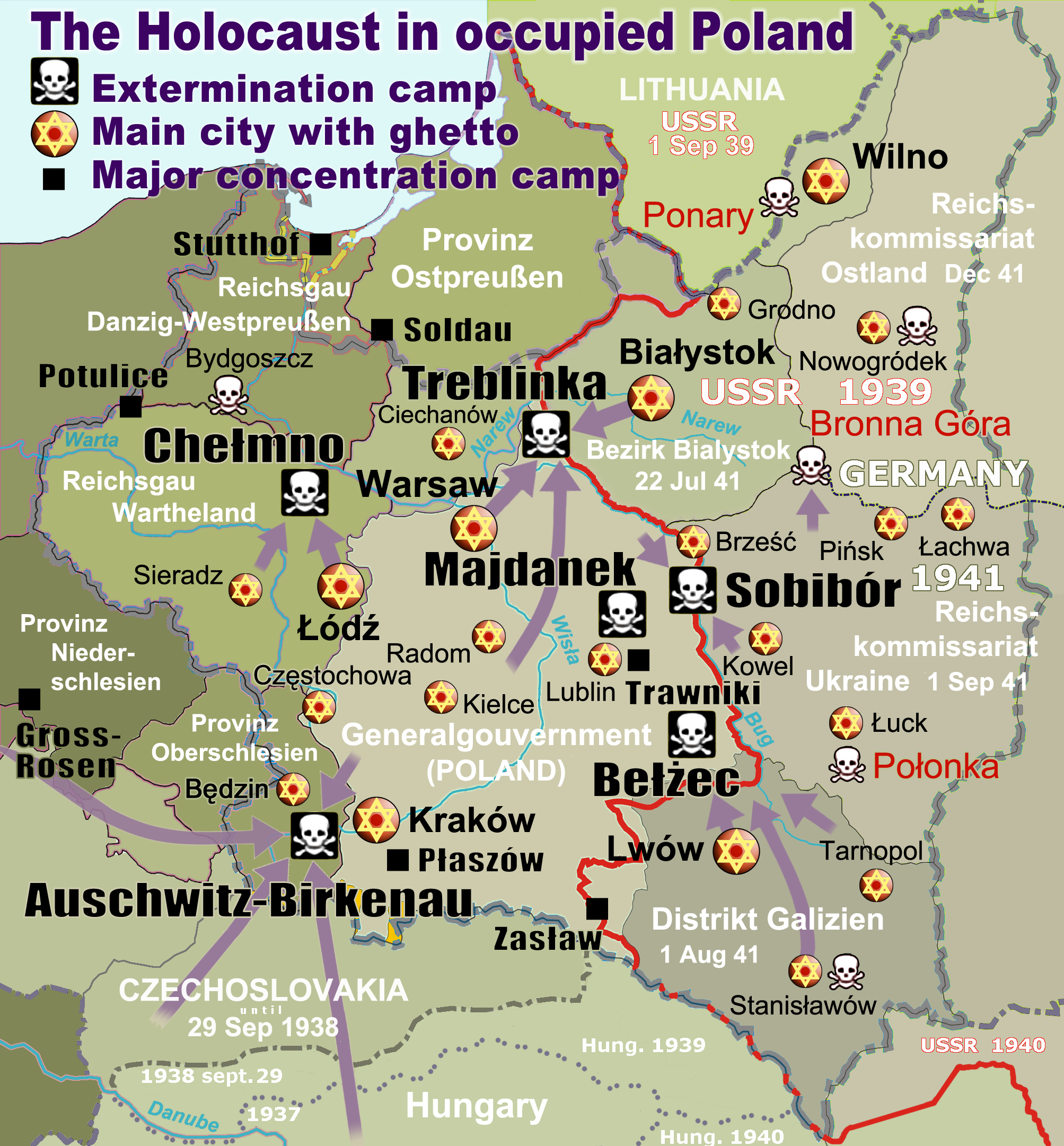
Karte der deutschen Konzentrations- und Vernichtungslager im besetzten Polen, 1939–1945

Das KZ Groß-Rosen war ein deutsches Konzentrationslager in Niederschlesien im heutigen Polen. Es befand sich an der Eisenbahnstrecke von Jauer nach Striegau 2,5 km südwestlich von Groß Rosen und 50 km westlich von Breslau. Zwischen 1940 und 1945 waren im KZ Groß-Rosen über 125.000 Menschen inhaftiert, davon wurden rund 40.000 ermordet.

## Geschichte

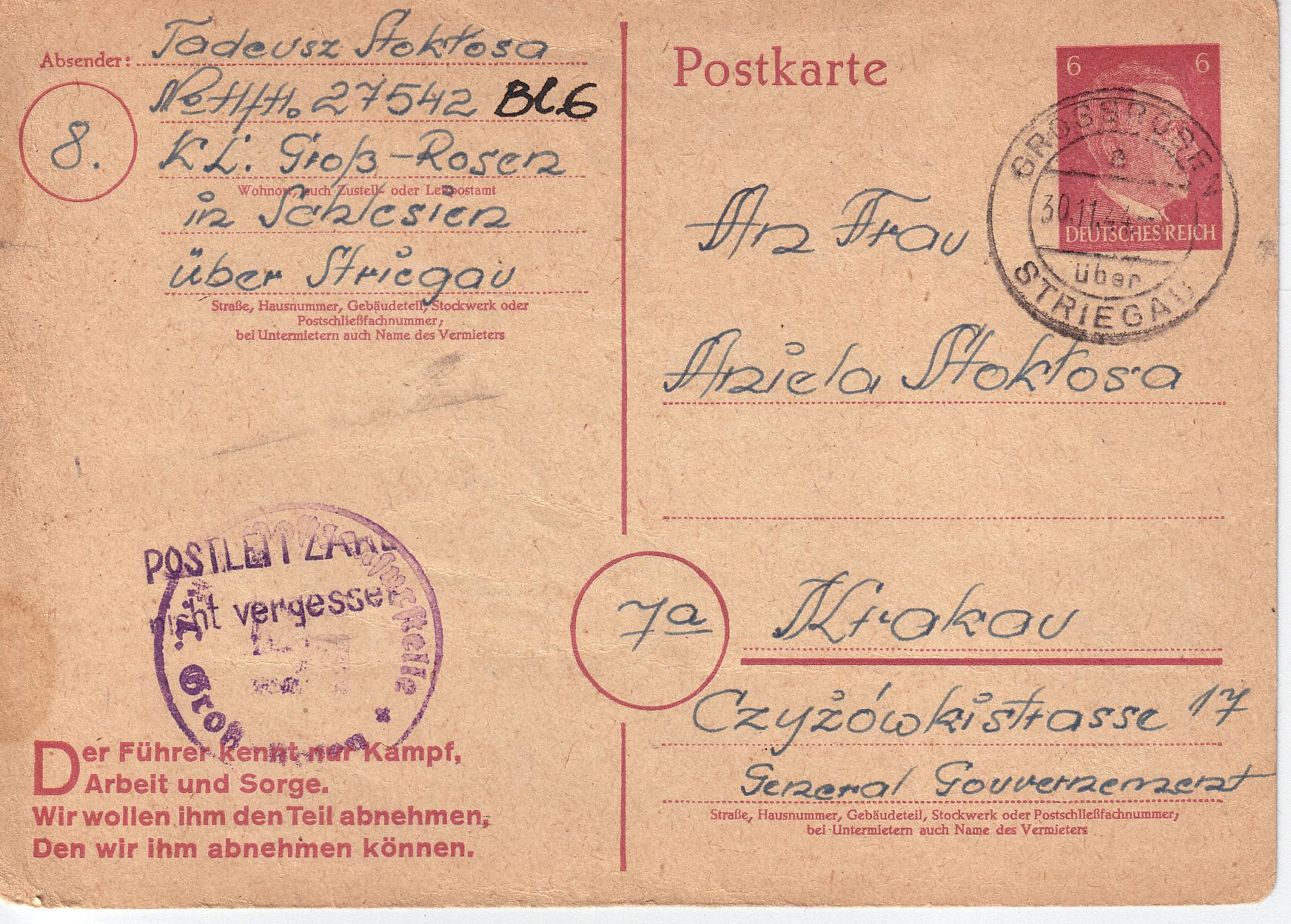
Häftlingskarte aus dem KZ Groß-Rosen

Das Lager wurde am 2. August 1940 als Nebenlager des KZ Sachsenhausen von Häftlingen aus Sachsenhausen errichtet. Im März 1941 begann der Bau des Kleinen Lagers mit vier Blocks. Ab dem 30. April 1941 war es nicht mehr Nebenlager; ab dem 1. Mai 1941 stand das KZ unter eigener Verwaltung.
Der erste Kommandant war der ehemalige Schutzhaftlagerführer des KZ Buchenwald, SS-Obersturmbannführer Arthur Rödl, der Mitte September 1942 durch SS-Hauptsturmführer Wilhelm Gideon abgelöst wurde. Dieser wurde im Oktober 1943 durch den ehemaligen Lagerführer des Außenkommandos Heinkelwerke, SS-Hauptsturmführer Johannes Hassebroek ersetzt.
Die Kommandanturabteilungen waren beginnend mit Stand Oktober 1941 wie folgt besetzt: Kommandantur-Stab mit SS-Oberscharführer Eugen Illig; die Politische Abteilung (Gestapo) Kriminalsekretär Richard Treske; Schutzhaftlagerleitung mit SS-Untersturmführer Anton Thumann, SS-Obersturmführer Walter Ernstberger; die Standortverwaltung mit SS-Oberscharführer Willy Blume; die Abteilung V (Sanitätswesen) mit SS-Untersturmführer Friedrich Entress, SS-Hauptsturmführer Karl Babor, SS-Hauptsturmführer Wilhelm Jobst, SS-Obersturmführer Heinrich Rindfleisch, SS-Hauptsturmführer Dehnel, SS-Hauptsturmführer Heinz Thilo und Josef Mengele.
Die Häftlinge des Hauptlagers wurden in den Groß-Rosener Steinbrüchen zum Granitabbau eingesetzt, deren Ausbeutung von der SS-eigenen Deutsche Erd- und Steinwerke GmbH (DEST) betrieben wurde.
Seit 1943 betrieb die Gestapo Breslau hier auch ein Arbeitserziehungslager.
Die Errichtung des Großen Lagers mit einer ursprünglichen Kapazität für 7.000 Häftlinge, die jedoch auf 20.000 erhöht wurde, war zu Beginn des Jahres 1944 abgeschlossen. Zu diesem Zeitpunkt erfuhr das KZ Groß-Rosen eine erneute Erweiterung. Das Auschwitzer Lager sollte für eine Verlegung des Konzentrationslagers Auschwitz wegen der Frontverschiebungen im Osten genutzt werden. Es war für 45.000 Häftlinge geplant.
Auch entwickelte sich die Funktion des KZs „vom Lager am Steinbruch“ zu einem Lieferanten der Rüstungsindustrie. So gab es ab dem Frühling 1944 Werkstätten der Firma Siemens, und ab August 1944 im Keller der Lagerbaracke 10 eine Niederlassung der Firma Blaupunkt.

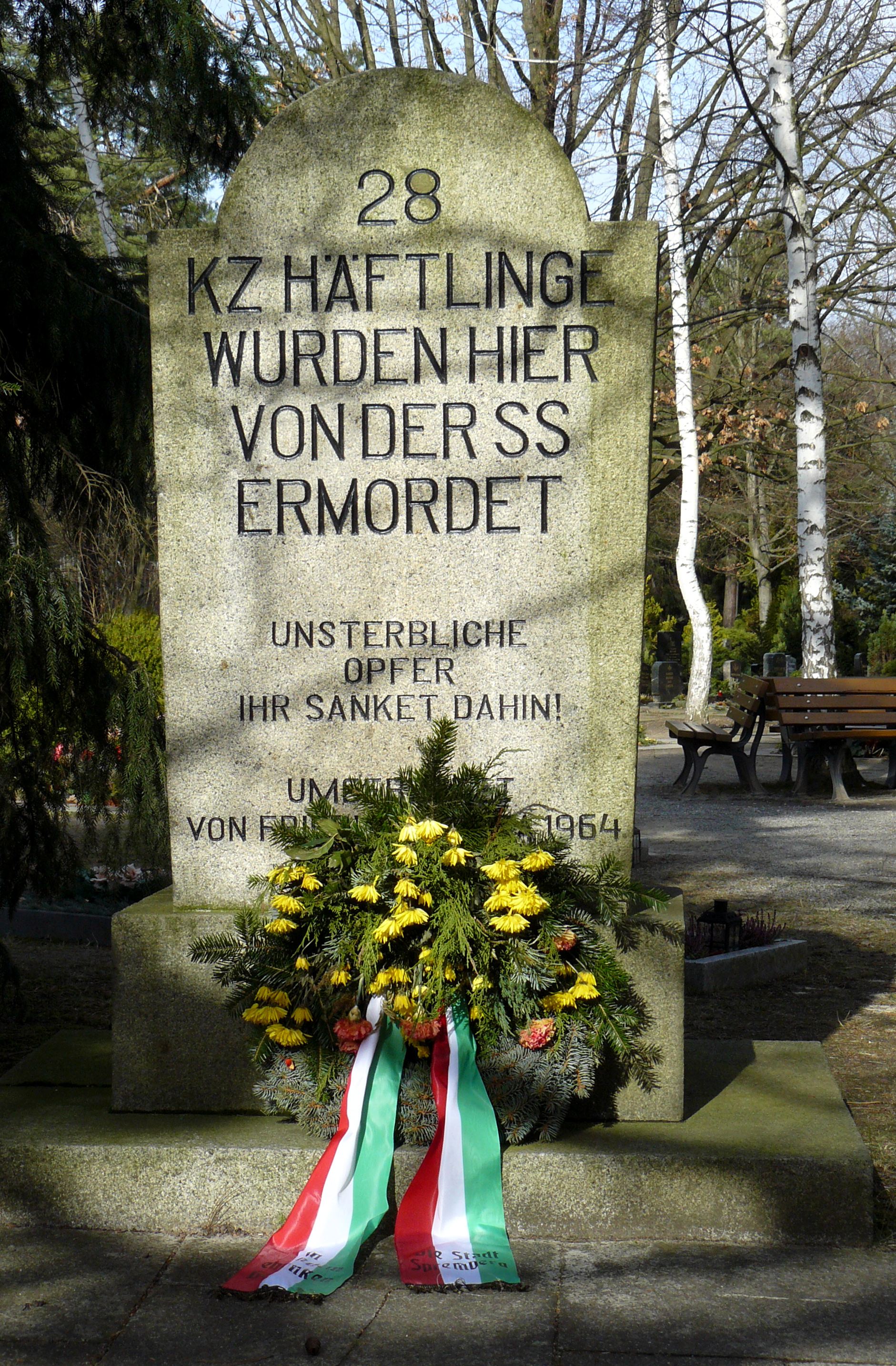
Gedenkstein auf dem Spremberger Waldfriedhof für Häftlinge des KZ Groß Rosen, die bei einem Todesmarsch ermordet wurden (2008).

Anfang 1945 wurde von der SS das Lager geräumt; die Gefangenen wurden deportiert oder auf Todesmärsche geschickt. Nur wenige Häftlinge blieben zurück und wurden am 13. Februar 1945 von der sowjetischen Armee befreit.

## KZ-Außenlager
Seit 1942 begannen die Nationalsozialisten mit dem Ausbau verschiedener KZ-Außenlager, so u. a. dem Arbeitslager Breslau (Lissa). Der weitere Ausbau begann 1944. Zahlreiche Nebenlager mit über 100 Außenkommandos dienten der Heranführung von billigen Arbeitskräften in die Betriebe der so genannten kriegswichtigen Industrie in Niederschlesien. Weiterhin gab es auch Zwangsarbeitslager für Juden, z. B. das AL Dörnhau. Diese wurden von der Organisation Schmelt übernommen. Zwei Außenlager befanden sich in Dyhernfurth, wo die Nervengase Tabun und Sarin für die Anorgana GmbH produziert wurden sowie ein Außenlager in Fünfteichen, in dem Waffen und Munition für die Krupp Berthawerke AG hergestellt wurden.
Ein großes Außenlager war das Arbeitslager Riese, welches sich aus 4 großen und 12 kleineren Lagern zusammensetzte. Diese wurden von der Organisation Todt verwaltet. Heute schätzt man, dass in den Außenlagern von 1943 bis 1945 insgesamt 13.300 Menschen untergebracht waren, von denen 3.648 starben. Die Wachmannschaften bestanden aus circa 900 Personen. Auch nach der Befreiung durch die Rote Armee 1945 starben noch viele ehemalige KZ-Häftlinge an den Folgen des Lageraufenthaltes, so dass von einer Gesamtzahl von circa 5.000 Toten ausgegangen werden kann.
Ein weiteres Außenlager war die Brünnlitzer Rüstungsfabrik von Oskar Schindler.

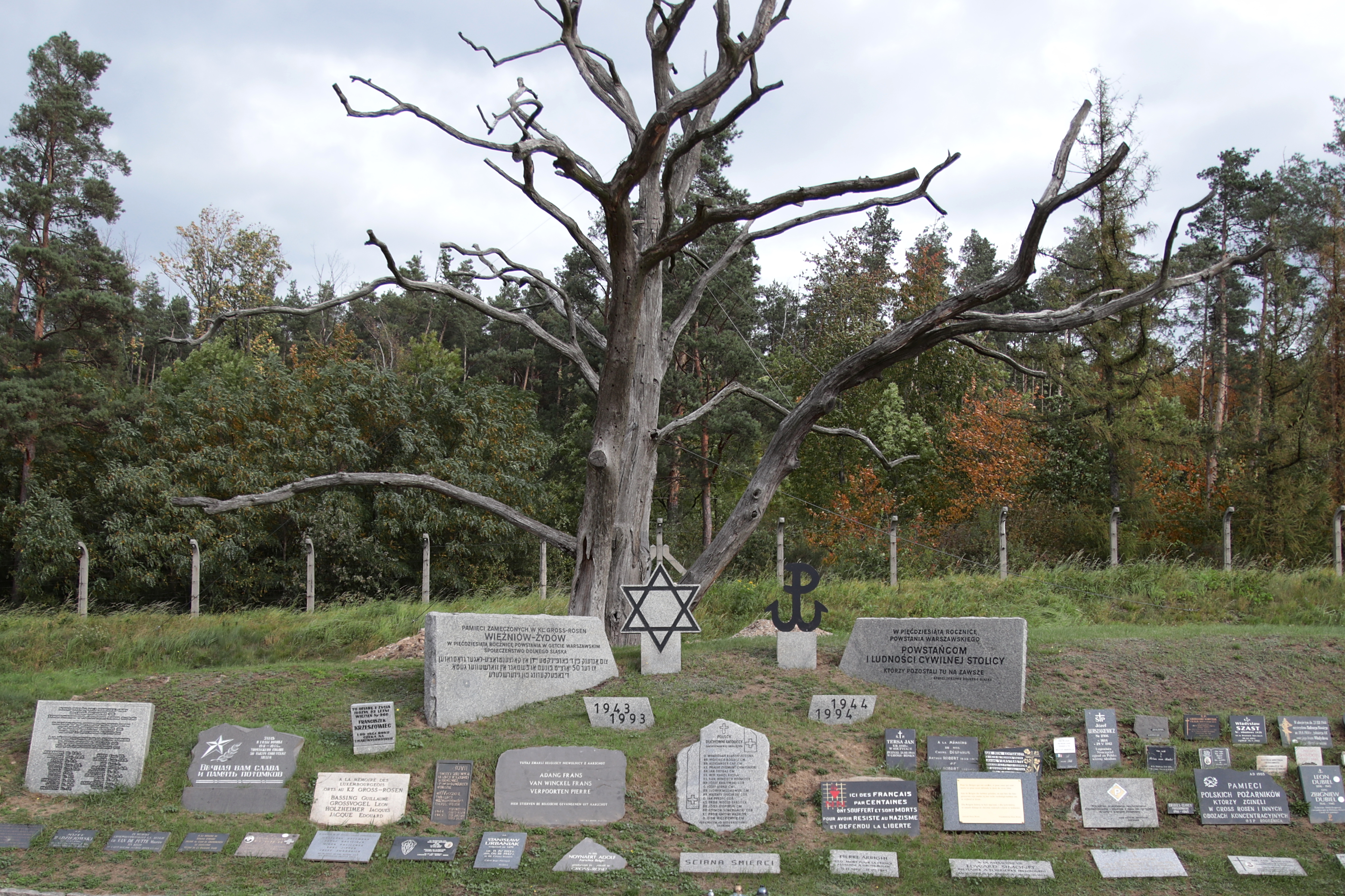
KZ Groß-Rosen Exekutionsstätte

## Fotos

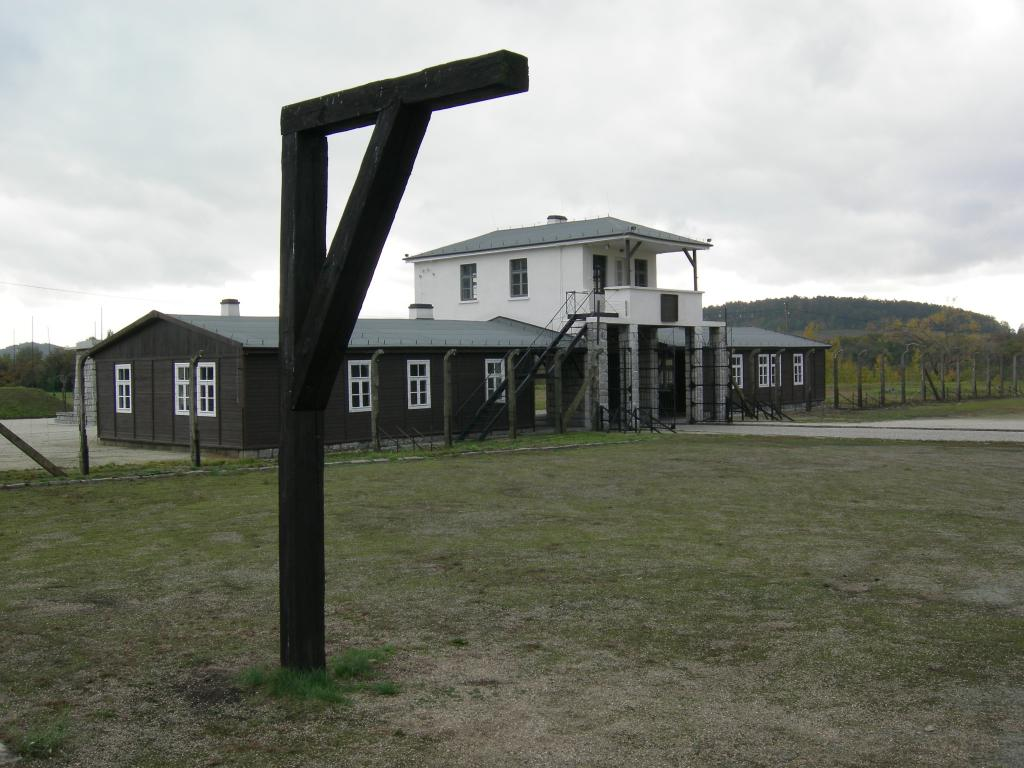
Teilansicht – Haupteingang, Lagerseite
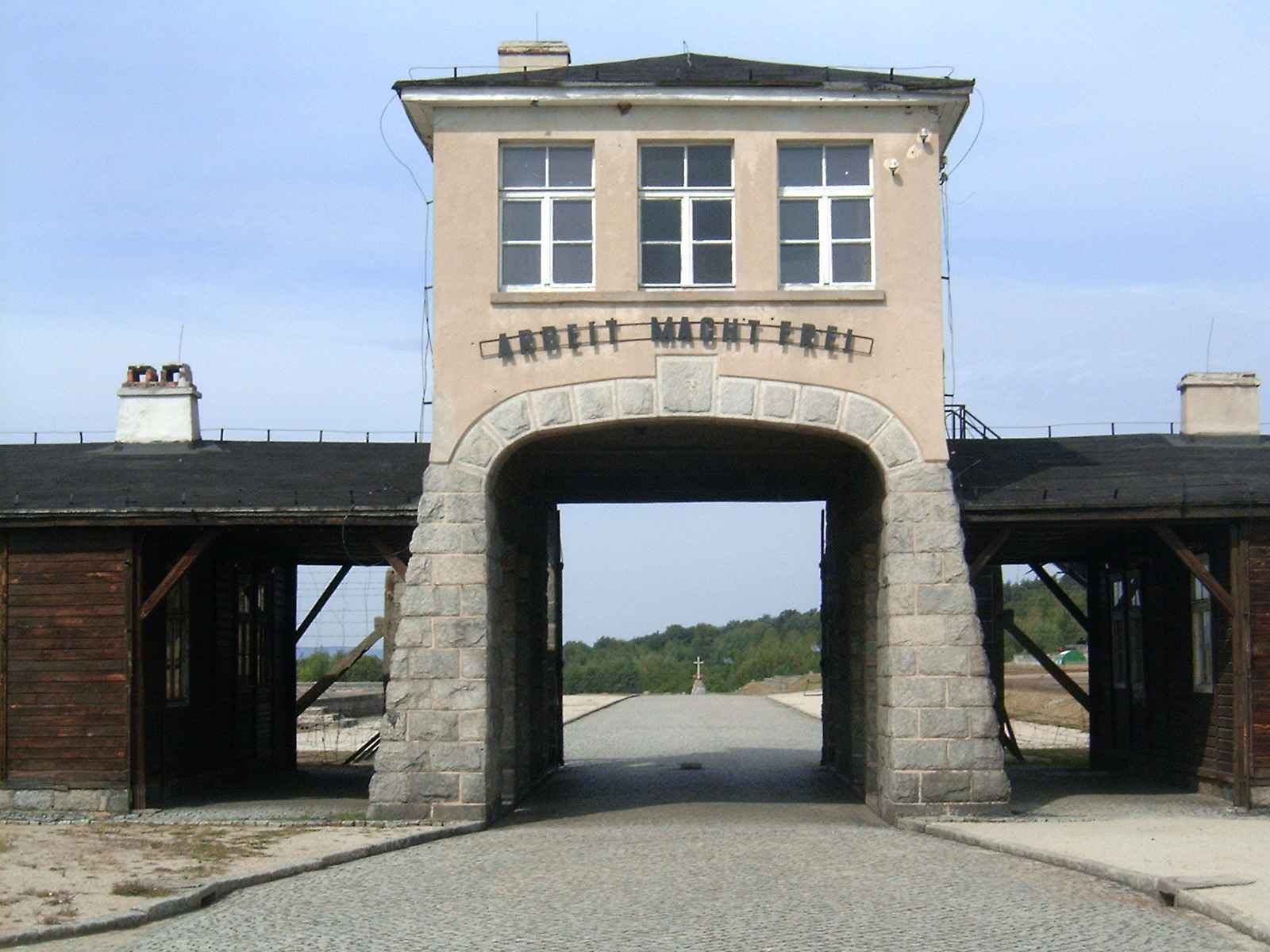
Haupteingang
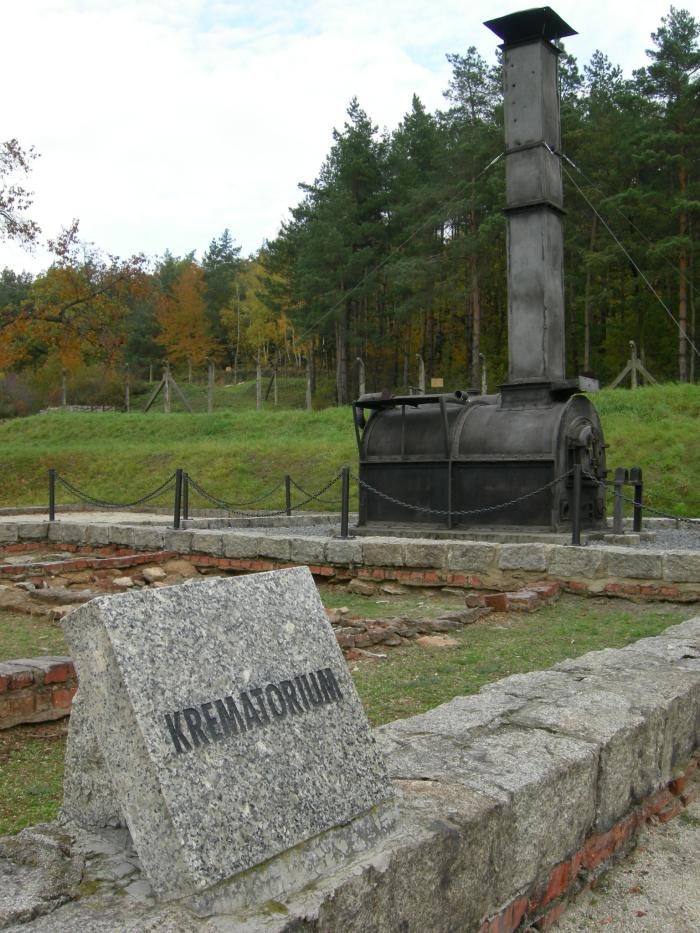
Ehemaliges Krematorium
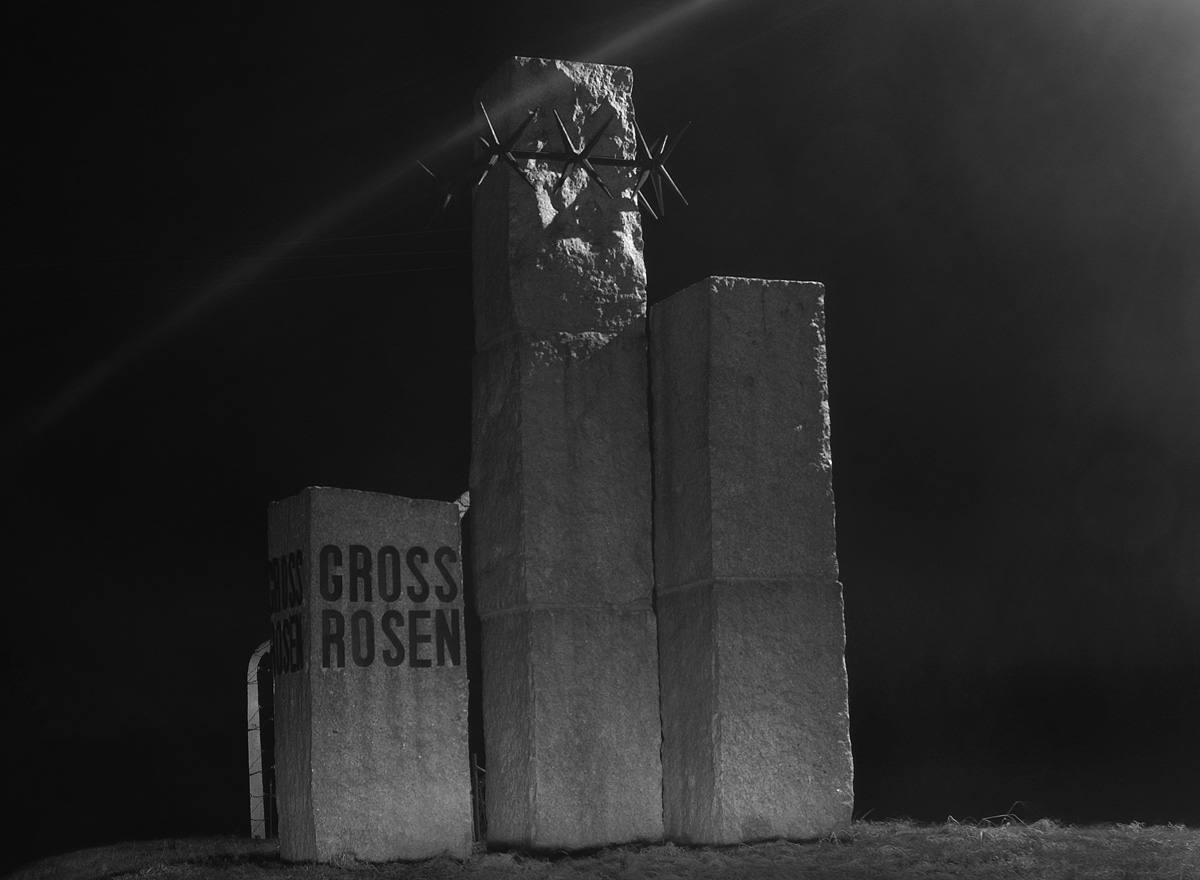
Gedenkstein
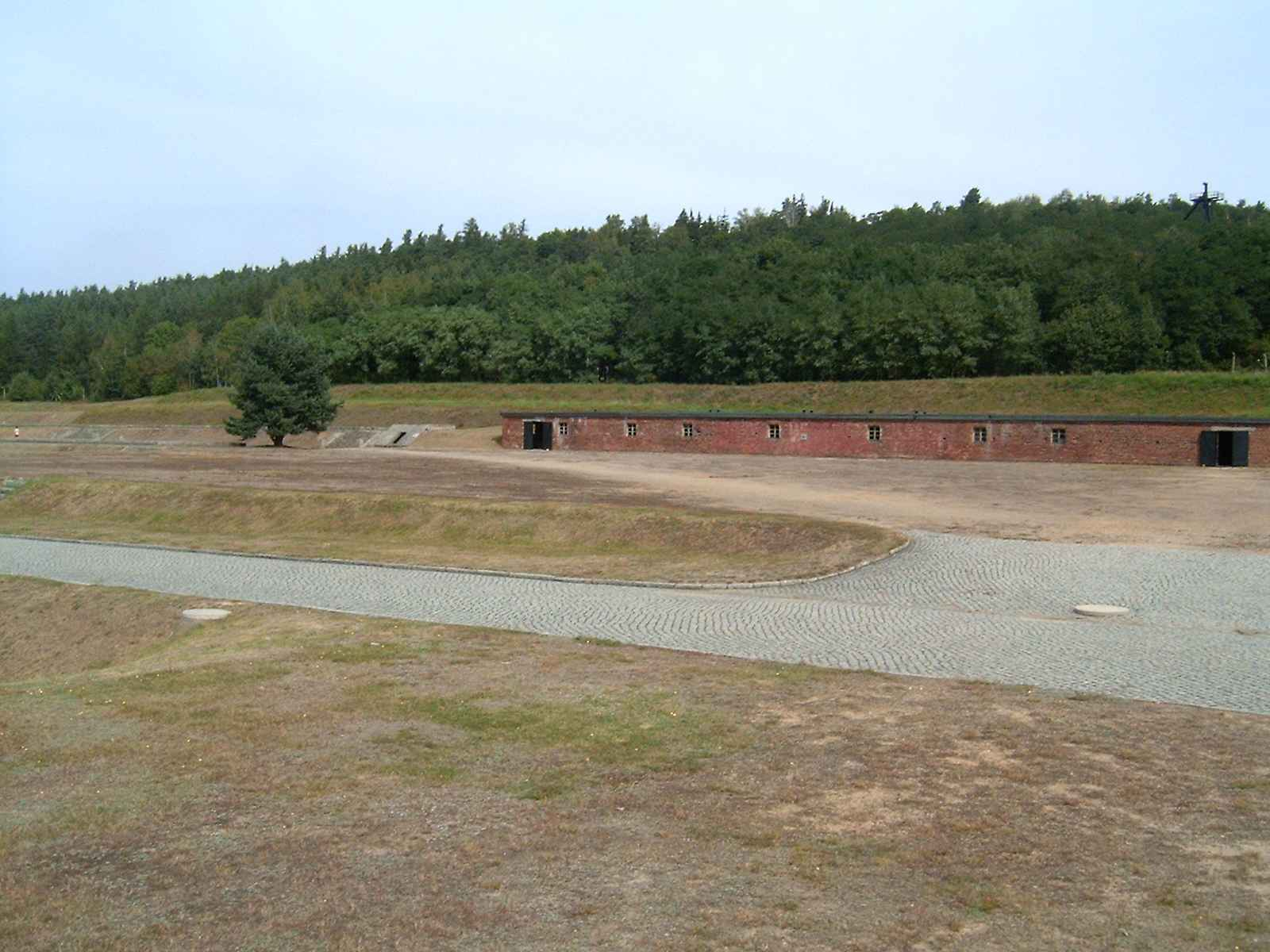
Geländesituation (2005)